# Péter Andorai
Dans le nom hongrois Andorai Péter, le nom de famille précède le prénom, mais cet article utilise l’ordre habituel en français Péter Andorai, où le prénom précède le nom.
Péter Andorai, né à Budapest (Hongrie) le 25 avril 1948 et mort dans cette ville le 1er février 2020, est un acteur hongrois.
Il est apparu dans plus de 90 films de 1975 à sa mort.

## Biographie
Péter Andorai est diplômé de l'École supérieure d'art dramatique et cinématographique (Színház- és Filmművészeti Főiskola) de Budapest en 1976.
Il a joué dans Bizalom, un film sorti en 1980 pour lequel István Szabó a remporté l'Ours d'argent du meilleur réalisateur au 30e Festival international du film de Berlin.

### Famille
Péter Andorai était marié avec l'actrice Ábrahám Edit (hu).

## Filmographie
- 1977 : My Father's Happy Years
- 1980 : Bizalom d'István Szabó
- 1981 : Mephisto d'István Szabó
- 1982 : Temps impitoyables (Könyörtelen idők) de Sándor Sára
- 1982 : Un autre regard (Egymásra nézve) de Károly Makk
- 1983 : Tight Quarters
- 1985 : Les Deux Cents Premières Années de ma vie (Elsö kétszáz évem)
- 1987 : Love, Mother
- 1988 : Eldorádó de Géza Bereményi
- 1989 : Mon XXe siècle (Az én XX. századom) d'Ildikó Enyedi
- 1989 : Before the Bat's Flight Is Done
- 1991 : Itt a szabadság!
- 1992 : Chère Emma (Édes Emma, drága Böbe - vázlatok, aktok) d'István Szabó
- 1997 : The Witman Boys
- 1999 : Simon le mage (Simon mágus) d'Ildikó Enyedi
- 2006 - Rokonok d'István Szabó
- 2012 : The Door
- 2013 : Le Grand Cahier (A nagy füzet) de János Szász : Deacon
- 2014 : A teljesség felé : égi vándor
- 2014 : Pillangók : Motil
- 2015 : Argo 2

## Distinctions
- Prix Kossuth
- Prix Mari Jászai